# José Manuel Soria
José Manuel Soria López (ur. 5 stycznia 1958 w Las Palmas de Gran Canaria) – hiszpański polityk, ekonomista i samorządowiec związany z Wyspami Kanaryjskimi, działacz Partii Ludowej, parlamentarzysta, od 1995 do 2003 alkad Las Palmas de Gran Canaria, w latach 2011–2016 minister przemysłu, energii i turystyki.

## Życiorys
Absolwent nauk ekonomicznych na Universidad Autónoma de Madrid. Pracował m.in. jako wykładowca makroekonomii w Madrycie, a później w biznesie. Zaangażował się w działalność polityczną w ramach Partii Ludowej. W latach 1995–2003 sprawował urząd burmistrza Las Palmas de Gran Canaria. W 1999 został przewodniczącym swojego ugrupowania na Wyspach Kanaryjskich. Od 2003 zasiadał w regionalnym parlamencie. W latach 2003–2007 pełnił również funkcję przewodniczącego cabildo insular na Gran Canaria, kolegialnego organu zarządzającego tą wyspą. Następnie do 2010 zasiadał w rządzie wspólnoty autonomicznej jako jego wiceprzewodniczący, odpowiadając za gospodarkę i finanse.
W wyborach w 2011 uzyskał mandat posła do Kongresu Deputowanych X kadencji. W grudniu tego samego roku objął urząd ministra przemysłu, energii i turystyki w rządzie Mariano Rajoya. W 2015 z powodzeniem ubiegał się o poselską reelekcję.
W kwietniu 2016 jego nazwisko pojawiło się w tzw. Panama Papers. Wynikało z nich, że wraz z członkami rodziny działał we władzach przedsiębiorstw rejestrowanych w rajach podatkowych. José Manuel Soria początkowo zaprzeczył tym okolicznościom, później wskazał, że dane te dotyczyły kwestii sprzed około dwudziestu lat. Ostatecznie w tym samym miesiącu odszedł z rządu, zrezygnował z kierowania partią i mandatu deputowanego.